# رومئو بونی
رومئو بونی (انگلیسی: Roméo Boni؛ زادهٔ ۷ فوریهٔ ۱۹۹۰) بازیکن فوتبال اهل بورکینافاسو است.
وی همچنین در تیم ملی فوتبال بورکینافاسو بازی کرده است.